# Cal Torné (Estaràs)
Cal Torné és una casa d'Estaràs, a la Segarra inclosa en l'Inventari del Patrimoni Arquitectònic de Catalunya.

## Descripció

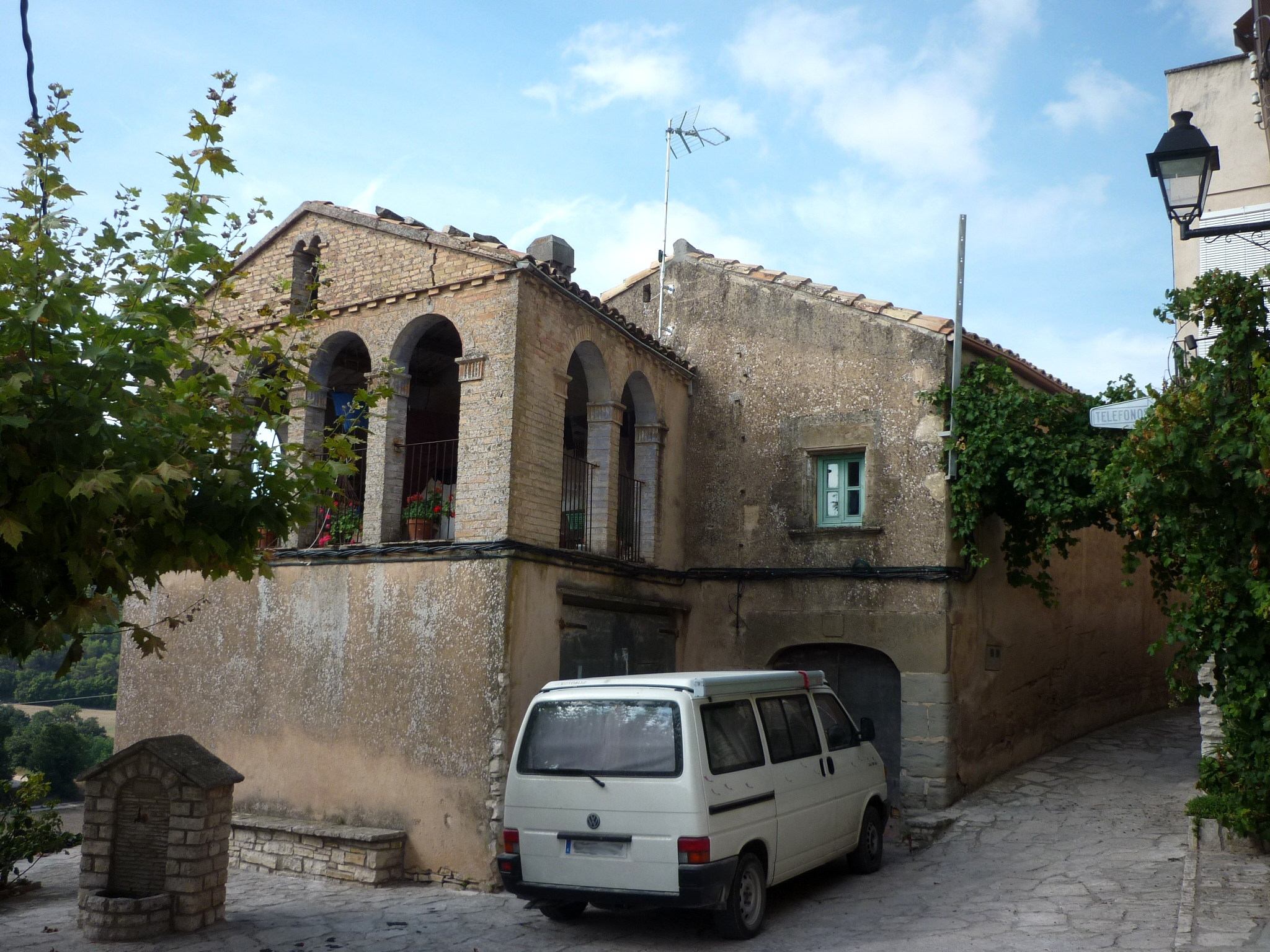
Cal Torné

Casa situada al centre del municipi d'Estaràs, estructurada amb planta baixa i primer pis i amb coberta a dues aigües. A la façana principal hi trobem la porta principal, formada per un arc rebaixat monolític, amb la presència d'un relleu en forma de cartel-la on al seu interior apareix la següent inscripció: "AÑO 1924", sustentat per brancals realitzats amb carreus regulars de grans dimensions. Al primer pis apareix una finestra de mitjanes dimensions amb represa inferior de pedra. Adossat al costat esquerre de l'habitatge hi ha un segon cos de planta quadrangular, on a l'altura del primer pis trobem una galeria coberta i oberta a l'exterior mitjançant una sèrie d'arcs de mig punt realitzats amb maons col·locats a sardinell i capitells decorats amb la mateixa tècnica.